# شوتا ماتسوهاشي
شوتا ماتسوهاشي (باليابانية: 松橋 章太) (3 أغسطس 1982 في ناغاساكي في اليابان – )؛ هو لاعب كرة قدم ياباني سابق كان يلعب كمهاجم.

## وصلات خارجية
- شوتا ماتسوهاشي على موقع رابطة كرة القدم اليابانية للمحترفين (اليابانية)
- شوتا ماتسوهاشي على موقع قاعدة بيانات كرة القدم.إي يو (الإنجليزية)
- شوتا ماتسوهاشي على موقع Soccerway.com (الإنجليزية)
- شوتا ماتسوهاشي على موقع عالم كرة القدم.نت (الإنجليزية)